# 沼久保站

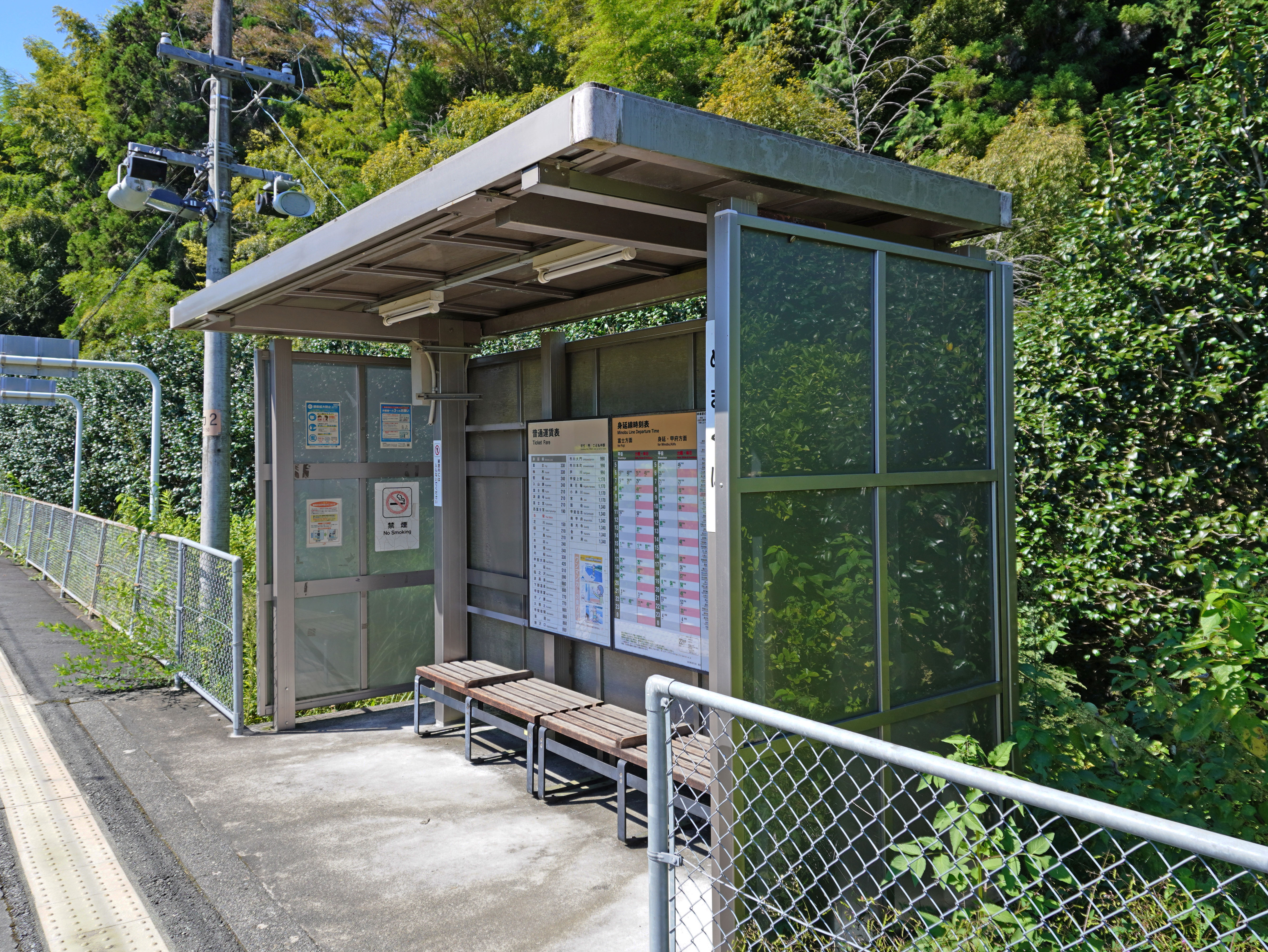
候車室(2022年9月)

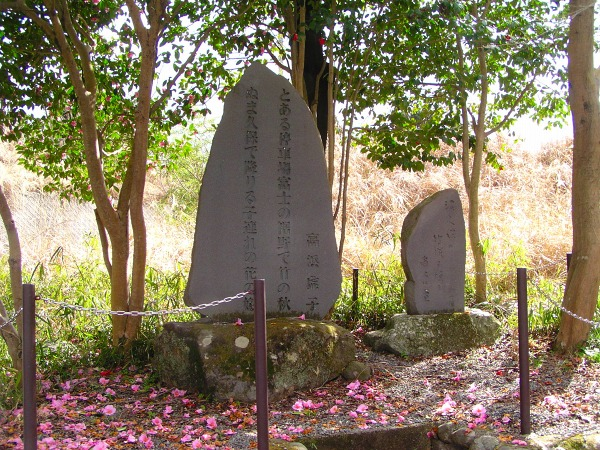
站前之歌碑

沼久保站（日语：／ Numakubo eki */?）是位於靜岡縣富士宮市沼久保1065號，東海旅客鐵道（JR東海）的身延線車站。
當天色較好時，從月台可觀望富士山。

## 歷史
- 1929年（昭和4年）3月1日：富士身延鐵道開設沼久保停留場[1]。
- 1938年（昭和13年）10月1日：富士身延鐵道借給鐵道省使用，成為身延線[1]。同時升級為沼久保站。
- 1941年（昭和16年）5月1日：富士身延鐵道正式國有化[1]。
- 1987年（昭和62年）4月1日：伴隨國鐵分割民營化，車站由東海旅客鐵道（JR東海）營運[1]。

## 車站構造
車站是一座地面車站，設有1面1線的單式月台。月台位於路軌西邊。
此站是由富士宮站管理的無人車站。此站沒有車站大樓，在月台設有木造候車室。月台靠近芝川一方設有樓梯連接車站出入口。

## 使用狀況
以下為近年1日乘車人次列表：
| 乘車人次變化 | 乘車人次變化     | 乘車人次變化 |
| 年度         | 1日平均 乘車人次 |              |
| ------------ | ---------------- | ------------ |
| 1993年       | 44               |              |
| 1994年       | 34               |              |
| 1995年       | 36               |              |
| 1996年       | 33               |              |
| 1997年       | 34               |              |
| 1998年       | 35               |              |
| 1999年       | 35               |              |
| 2000年       | 28               |              |
| 2001年       | 不明             |              |
| 2002年       | 不明             |              |
| 2003年       | 不明             |              |
| 2004年       | 不明             |              |
| 2005年       | 不明             |              |
| 2006年       | 不明             |              |
| 2007年       | 不明             |              |
| 2008年       | 不明             |              |
| 2009年       | 不明             |              |
| 2010年       | 13               |              |
| 2011年       | 12               |              |
| 2012年       | 15               |              |
| 2013年       | 13               |              |
| 2014年       | 11               |              |
| 2015年       | 8                |              |
| 2016年       | 6                |              |
| 2017年       | 6                |              |
| 2018年       | 8                |              |

## 車站周邊
此站附近設有一些村落，位於一個較高的位置。在月台後方設有由JR東海職員種植的椿樹，並名為「沼久保椿壽園」。
車站東南方1公里處設有富士川和蓬萊橋。對面岸為富士市，該處較多住宅。
在此站可觀看富士山。高濱虛子曾經在此站下車，在看到美麗的富士山後唱了。站前設有高濱虛子、堤俳一佳的歌碑。
車站附近設有蕎麥麵店。

## 巴士路線
在縣道上設有宮巴士沼久保巴士站。宮巴士由富士急靜岡巴士行走。
- 宮13系統：香葉台線　富士宮站南口 - 淺間大社前 - 西富士宮站 - 安居山 - 沼久保 - 香葉台 - 芝川站 - 芝川會館
  - 假日暫停服務

## 相鄰車站
東海旅客鐵道（JR東海）
 身延線
西富士宮（CC07）－沼久保－芝川

## 注腳
1. 1 2 3 4 5  曾根悟（日语：曽根悟）（監修）. 朝日新聞出版分冊百科編集部（編集） , 编. . 週刊 歴史でめぐる鉄道全路線 国鉄・JR (朝日新聞出版). 2009-07-26, (3): 22–23 （日语）.
2. ↑  「靜岡縣統計年鑑」

## 外部連結
- 國土地理院地圖參閲服務 （页面存档备份，存于） - 沼久保站周邊的1/25000地形圖 （页面存档备份，存于）